# Kinder Bueno
Kinder Bueno è una confezione contenente due barrette di cioccolato prodotta dalla Kinder, linea dedicata al cioccolato della Ferrero. Si tratta di un wafer croccante ripieno di crema alla nocciola e ricoperto di cioccolato al latte.
Kinder è la parola tedesca che sta per "bambini" mentre Bueno è la parola spagnola che sta per "buono".

## Distribuzione

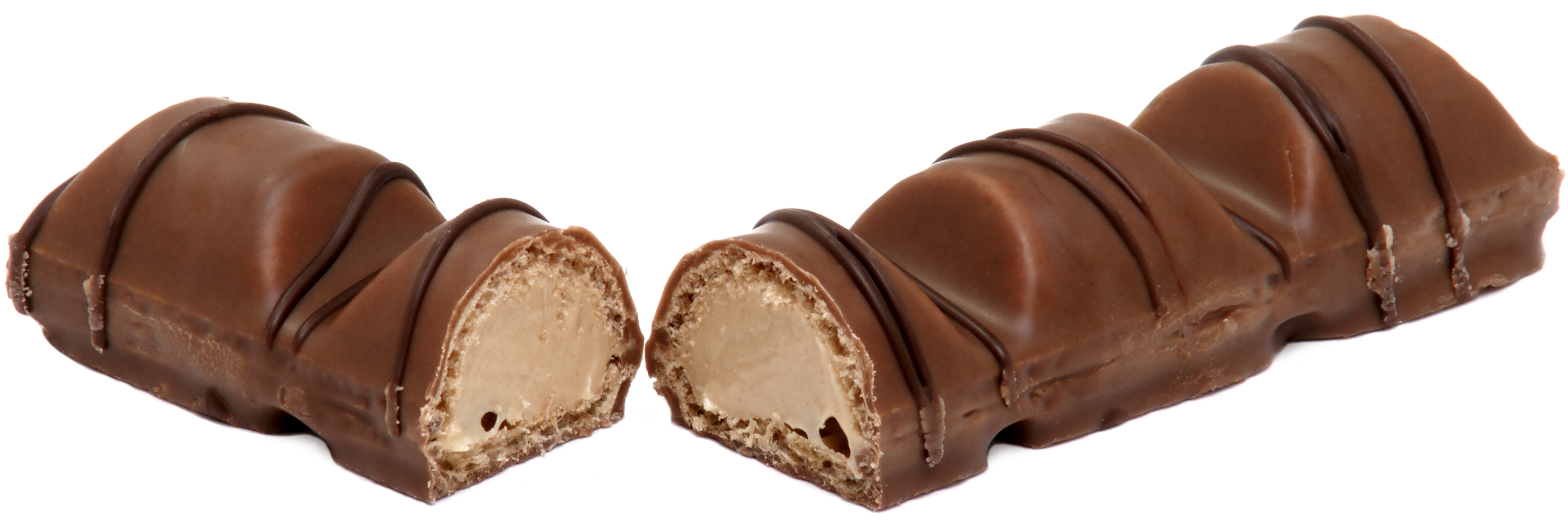
Kinder Bueno

Il Kinder Bueno fu lanciato sul mercato nel 1991 in Italia e poi in Germania e venne presto reso disponibile in Brasile, Argentina, Colombia, Messico, Malaysia, Singapore, Israele e Grecia da metà anni novanta. La distribuzione si allargò anche alla Spagna ed alla Francia nel 1999 ed al Canada, all'Australia ed al Regno Unito dal 2004. Il prodotto è anche reperibile in Croazia, Slovenia, Corea del Sud, Serbia, Ungheria e negli USA.

## Varianti
Da maggio 1997 la Kinder ha lanciato sul mercato il Kinder Bueno White, che è ricoperto di cioccolato bianco e ripieno di crema al latte; inizialmente pensata come edizione limitata, poi è stata venduta stabilmente. La variante Kinder Bueno Dark, con copertura di cioccolato fondente, è invece stata lanciata come edizione limitata nel 2016 e riproposta nell'ottobre 2018.
Esistono anche altre varianti come ad esempio quella al cioccolato bianco ricoperto di polvere di cocco, ma non sono commercializzate in Italia.

## Origini
Ha un'origine sudamericana, i dipinti inca mostrano la creazione di un dolce simile al Kinder Bueno: veniva messo in uno stampo del cacao fuso, poi lasciato a raffreddare per solidificarsi.
La Ferrero avrebbe preso l'idea di rifarlo, visto che nel 1988 furono trovati questi dipinti e incisioni maya che ritraevano scene di vita quotidiana e mostravano quanto questo popolo fosse avanzato per scoperte che furono in futuro invenzioni di successo e che loro avevano già scoperto.

## Promozione
La promozione del prodotto è stata affidata in Europa ad alcuni campioni dello sport, utilizzando lo stesso format ma protagonisti diversi a seconda del Paese di messa in onda della pubblicità televisiva. Fra gli altri si possono citare i giocatori di basket Boris Diaw e Tony Parker, il calciatore Didier Drogba e l'atleta Andrew Howe, per la campagna pubblicitaria mandata in onda in Italia. Fino al 2017 la pubblicità era costituita da qualche episodio di furbizia in vita quotidiana per prendersi i pochi Kinder Bueno rimasti. È stata fatta anche una pubblicità per l'Epifania nella quale la Befana non si vuole staccare dai suoi Kinder Bueno e inventa pretesti per non portarli. Nel 2017 la canzone di sottofondo era Walking the Wire degli Imagine Dragons, mentre dal 2018 è Gimme Some di Jimmy Bo Horne.